# Chico Buarque
Francisco Buarque de Hollanda (ur. 19 czerwca 1944 w Rio de Janeiro), powszechnie znany jako Chico Buarque – brazylijski muzyk i pisarz.

## Życiorys
Chico Buarque wychowywał się w środowisku intelektualistów. Jego ojcem był znany historyk Sérgio Buarque de Hollanda. Matka Maria Alvim była pianistką i malarką. W wieku dwóch lat rodzina przeniosła się do São Paulo, a w 1953 do Rzymu.
Jako dziecko, w wieku 9 lat napisał Marchinhas de Carnaval. Później powiedział, że jego marzeniem było „śpiewać jak João Gilberto, komponować jak Tom Jobim i pisać jak Vinicius de Moraes”. Począwszy od 1964 jego kompozycje i teksty były wykorzystywane również komercyjnie. W 1965 przerwał studia architektoniczne, by poświęcić się karierze muzycznej. Przełomem okazała się piosenka A Banda (1966), która w wykonaniu Nary Leão wygrała w krajowym konkursie piosenki. Francuska piosenkarka France Gall spopularyzowała jej niemiecką wersję Zwei Apfelsinen im Haar. Chico Buarque od połowy lat 60. jest uważany za jednego z głównych przedstawicieli MPB. Sztuka Roda Viva, wystawiona w 1967 wywołała skandal polityczny i w konsekwencji artysta został zmuszony do emigracji. Azyl polityczny uzyskał we Włoszech, ale już w 1970 powrócił do Brazylii i w 1971 nagrał album Construção. Album o wyraźnych treściach społecznych i politycznych zyskał trzecią lokatę na liście 100 najlepszych brazylijskich albumów czasopisma Rolling Stone. W rankingu znalazł się jeszcze jeden album artysty – Meus Caros Amigos z 1976 na czterdziestym pierwszym miejscu. W 1978 odbyła się premiera Ópera do Malandro, do której Buarque napisał zarówno muzykę, jak i libretto. Sztuka doczekała się ekranizacji w 1985.
Napisał łącznie około 300 piosenek.
Chico Buarque jest także autorem powieści Estorvo (1991), Benjamin (1995), Budapeste (2003) i Leite Derramondo (2010). Aktywnie angażuje się w inicjatywy mające na celu wsparcie pozbawionych ziemi rolników.
W 2019 otrzymał prestiżową nagrodę Camõesa, przyznawaną w dziedzinie literatury portugalskojęzycznej, za całokształt twórczości.

## Wybrane utwory (wraz z wersjami angielskimi)
- A Banda (The Band)
- A Flor da Terra/O que Será (What would it be)
- Apesar de Você (Despite You)
- As Vitrines
- Brejo da Cruz (Cross` Bog)
- Bye Bye, Brasil
- Carolina
- Construção/Deus Lhe Pague (Construction/God Bless You)
- Cotidiano (Daily)
- Feijoada Completa (Complete Feijoada)
- Funeral de um Lavrador (Funeral of a Tiller)
- Futuros Amantes (Future Lovers)
- Homenagem Ao Malandro (Tribute to the `Malandro`)
- Meu Caro Amigo (My Dear Friend)
- Morena de Angola
- Mulheres de Atenas (Women from Athens)
- Noite dos Mascarados (Night of the Masquerade)
- Olhos nos Olhos (Eyes on the Eyes)
- Paratodos
- Quem Te Viu, Quem Te Vê
- Roda Viva (Fuss)
- Sonho de um Carnaval (Dream of a Carnival)
- Terezinha
- Vai Levando (Carrying on)
- Vai Passar (It Will Pass)

## Książki
- A Banda (1966, teksty piosenek)
- Fazenda Modelo (1974)
- Chapéuzinho Amarelo (1979, książka dla dzieci)
- À Bordo do Rui Barbosa (1981)
- Estorvo (1991, powieść), uhonorowana Nagrodą Jabuti w 1992[1]
- Benjamin (1995)
- Budapeste (2003, powieść, uhonorowana Nagrodą Jabuti w 2004[1], wydanie polskie: Budapeszt, wydawnictwo "Muza", Warszawa 2005, przekład Joanna Karasek)
- Leite Derramado (powieść), uhonorowana Nagrodą Jabuti w 2010[1]

## Utwory sceniczne
- Roda Viva (1967-1968) – zakazana w okresie dyktatury wojskowej[1]
- Calabar (1973, wraz z Ruyem Guerrą) – zakazana w okresie dyktatury wojskowej[1]
- Gota d'água (1975)
- Ópera do Malandro (1978, musical na motywach sztuk Johna Gaya i Opery za trzy grosze Bertolta Brechta)[1]
- O Grande Circo Místico (musical)[1]

## Filmy
- Quando o carnaval chegar (1972, współautor scenariusza)
- Para viver um grande amor (1983, współautor scenariusza)
- Ópera do Malandro (1985, scenariusz)
- Estorvo (2000, scenariusz oparty na własnym spektaklu)
- Benjamin (2003, scenariusz oparty na własnej powieści)
- Srebrne urwisko (O Abismo Prateado, 2011 – scenariusz Beatriz Bracher zainspirowany piosenką Olhos nos Olhos z 1976[3])
- Wielki Mistyczny Cyrk (O Grande Circo Místico, 2018, scenariusz oparty na własnym musicalu)

## Odznaczenia
- Komandor Orderu Świętego Jakuba od Miecza (1996, Portugalia)[4]
- Order Zasługi Kulturalnej (2003, Brazylia)[5]
- Nagroda Camõesa (2019)[1]